# Polygala spathulata
Polygala spathulata är en jungfrulinsväxtart som beskrevs av August Heinrich Rudolf Grisebach. Polygala spathulata ingår i släktet jungfrulinssläktet, och familjen jungfrulinsväxter. Inga underarter finns listade i Catalogue of Life.